# Ducado do Palatinado-Simmern
O Ducado do Palatinado-Simmern ou simplesmente Palatinado-Simmern (em alemão:  Pfalz-Simmern) foi um antigo estado do Sacro Império Romano. A sua capital era Simmern.
Foi criado pela desagregação dos territórios controlados pelos condes da Casa de Wittelsbach no Palatinado do Reno em 1410. Inicialmente, sob o domínio de Estêvão do Palatinado-Simmern-Zweibrücken esteve unido ao Palatinado-Zweibrücken no seio do Palatinado-Simmern e Zweibrücken, mas com a morte de Estêvão (1459) os dois territórios são desagregados tornando-se entidades distintas.

## História
Em 1410, pela morte de Roberto III do Palatinado, Eleitor do Palatinado e rei da Germânia, da Casa de Wittelsbach, o Palatinado foi dividido entre os seus quatro filhos sobreviventes:
- Luís III recebeu a parte mais importante do Platinado e a dignidade eleitoral;
- João recebeu os territórios em redor de Neumarkt;
- Estêvão recebeu os territórios em redor de Simmern e Zweibrücken
- Otão, o mais novo, recebeu os territórios em redor de Mosbach.

Estêvão vem a casa com Ana de Veldenz, herdeira do Condado de Veldenz e de metade do Condado de Sponheim. Mas, pela morte de Estêvão, em 1459, os seus domínios são partilhados entre os seus dois filhos:
- Frederico, o mais velho, torna-se duque do Palatinado-Simmern e conde de Sponheim, fundando, assim, a linhagem do Palatinado-Simmern;
- Luís, o mais novo, torna-se duque do Palatinado-Zweibrücken e conde de Veldenz, fundndo, assim, a linhagem do Palatinado-Zweibrücken.

Em 1559, pela morte sem descendência do Eleitor palatino Otão Henrique, o ramo principal da família extingue-se. È a linhagem do Palatinado-Simmern que vem a suceder herdando assim o título Eleitoral palatino.
Por sua vez, a linhagem do Palatinado-Simmern também acaba por se extinguir em 1685 com a morte, sem descendência, de Carlos II, Eleitor Palatino. A linhagem do Palatinado-Neuburgo, ramo cadete do Palatinado-Zweibrücken, herda então a dignidade eleitoral e os domínios.

## Soberanos do Palatinado-Simmern

### Título
O título dos soberanos era Conde palatino no Reno e Duque de Simmern (em alemão:  Pfalzgraf bei Rhein und Herzog von Simmern). Na sua qualidade de membros de um ramo colateral da família do Príncipe-Eleitor do Palatinado, os soberanos usavam o título Conde Palatino (no Reno).
A partir de 1559, o seu título passa a ser Príncipe-Eleitor do Palatinado (em alemão:  Kurfürst von der Pfalz).

### Lista de soberanos

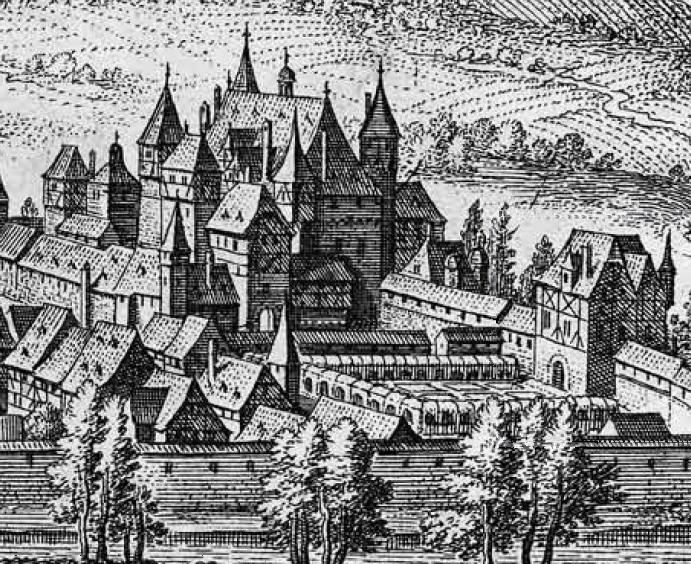
Castelo de Simmern em 1648

- 1410-1459: Estêvão do Palatinado-Simmern-Zweibrücken

Linhagem Palatinado-Simmern
- 1459-1480: Frederico I
- 1480-1509: João I
- 1509-1557: João II
- 1557-1559: Frederico II, que passa a ser conhecido por Frederico III, Eleitor Palatino
  - 1559 - pela morte, sem sucessão, do Eleitor Otão Henrique,[1][2][3] a linhagem de Simmern herda o Eleitorado palatino.

Eleitores Palatinos
- 1559-1576: Frederico III
- 1576-1583: Luís VI
- 1583-1610: Frederico IV
- 1610-1623: Frederico V
  - derrotado na Batalha da Montanha Branca, em 1620, Frederico V é banido do Sacro-Império e o seu património é confiado a Maximiliano I, Eleitor da Baviera
- 1649-1680: Carlos I Luís – recupera o património do pai[4][5]
- 1680-1685: Carlos II, Eleitor Palatino
  - morto sem descendência, o título e os territórios passam para o ramo cadete do Palatinado-Neuburgo

## Escudo de armas
| Figura | Descrição                                                                                      |
|        | Brasão da linhagem de Simmern antes de 1559, como condes palatinos e duques de Simmern         |
|        | Brasão da linhagem de Simmern a partir de 1559, ano em o que herda o Eleitorado do Palatinado. |